# Camilla Cederna
Camila Cederna (Milà, 21 gener 1911 - Milà, 5 novembre 1997) Va ser una escriptora i periodista italiana.

## Biografia
Membre d'una família il·lustrada, Camilla Cederna era filla de Giulio Cederna, que va ser futbolista, membre fundador de l'AC Milan i industrial, i d'Ersilia Gabba,una de les primeres dones a Itàlia en aconseguir una llicenciatura en estudis alemanys. El seu avi patern, provinent de la Valtellina i seguidor de Giuseppe Garibaldi, era d'origen modest i va establir-se a Milà com a emprenedor del sector del cotó. L'avi matern, el torinès Luiggi Gabba era enginyer astrònom de l'Observatori Astronòmic de Brera i professor del Politècnic de Milà. Cederna va tenir tres germanes, Maria Sofia, Raquele (morta als 21 anys), Luisa (morta als 9 mesos) i un germà, l'escriptor Antonio Cederna que va ser el pare de l'actor Giuseppe Cederna .
Després de graduar-se en literatura llatina amb una tesi sobre "Sermons contra el luxe femení, des dels filòsofs grecs fins als Pares de l'Església", Cederna va debutar com a periodista el 1939, amb un article que descrivia l'ambient de l'emblemàtica pastisseria Motta a la Piazza Duomo de Milà, publicat a L'Ambrosiano, un diari del règim. Del 1945 al 1955 va ser redactora del setmanari L'Europeo. Del 1958 al 1981 va treballar com a corresponsal de L'Espresso, on també tenia una columna sobre temes socials: Il lato debole. A la dècada del 1990 va col·laborar amb la revista Panorama .
Durant els anys 1965-66 també va escriure per a la TV una sèrie d'esquetxos publicitaris per a les máquines de cosir Singer, que es van emetre en el programa Carosello.

### El cas Pinelli i l'afer Calabresi
A partir de 1969, Cederna va començar a escriure sobre política i va liderar una investigació arran de la mort de Giuseppe Pinelli, l'anarquista detingut i acusat de ser un dels autors de l'Atemptat de la Piazza Fontana a Milà, el qual, després de quatre dies de durs interrogatoris, va morir en extranyes circumstàncies en caure des d'una finestra del quart pis de la comissaria. Aquest fet, a part de les crítiques de Cederna, va desfermar les sospites generals i va inspirar a Dario Fo, el 1970, el llibre Mort accidental d'un anarquista.
Anys més tard, va sortir a la llum l'autoria dels atemptats de falsa bandera, portats a terme per organitzacions neofeixistes com ara Gladio, orquestrats pels SISMI (serveis secrets italians) i la CIA, per tal  crear una estretègia de tensió i frenar l'ascens al poder del partit Partit comunista Italià.
Malgrat les investigacions, es va arribar a la conclusió que Pinelli havia mort per causas naturals, en desmaiar-se i caure per la finestra, quedant així exonerat el comissari Luigi Calabresi que, segons els informes, ni tan sols es trobava allí en el moment dels fets.
El 1971, Camilla Cederna, seguint amb la seva línia de periodisme d'investigació, va ser la principal inspiradora d'una carta oberta publicada al setmanari L'Espresso contra el comissari Calabresi i els magistrats que, segons ella, l'havien mantingut controlada durant la investigació del cas Pinelli. Quan Calabresi va ser assassinat el 17 maig 1972, a trets davant de casa seva, Cederna va rebre dures acusacions, sobretot del prefecte Libero Mazza, que devant dels periodistes convocats, inclosa la mateixa Cederna, a l'hospital San Carlo, mentre es preparava el fèretre, la va increpar amb el següent comentari: «I pensar que tot és culpa de l'escòria de Camilla Cederna que, entre altres coses, ha guanyat desenes de milions amb el seu llibre sobre Pinelli i contra Calabresi».
Cederna també havia publicat el llibre *Pinelli. Una finestra sobre la massacre*,motiu pel qual més tard va ser acusada, pel llavors comissari de policia de Milà, de ser l'instigadora moral de l'assassinat de Calabresi.
El 1991, Vittorio Sgarbi, en una emissió de televisió, va declarar: «Camilla Cederna va ser gairebé la instigadora de l'assassinat de Calabresi perquè va escriure un llibre contra ell, incriminant-lo com si hagués estat l'assassí del famós anarquista Pinelli». Posteriorment, Cederna va demanar una indemnització de 100 milions de lires que li van ser atorgades en primera instància. En segona instància, l'any 2000, el Tribunal d'Apel·lació de Milà va considerar que Sgarbi havia exercit un dret legítim de crítica i va revocar la indemnització. Els hereus de l'escriptora van recórrer contra aquesta sentència davant el Tribunal Suprem de Cassació, però el recurs va ser rebutjat amb la sentència núm. 559/05, presentada el 13 de gener de 2005.
El 2004 Luigi Calabresi va rebre a títol pòstum la Medalla d'Or al Mèrit Civil.

### El llibreGiovanni Leone: La carrera d'un president
També des de les columnes de l'Espresso, a partir del 1975, Camilla Cederna va iniciar una campanya crítica contra Giovanni Leone, el president de la República en funcions, i la seva família.
El 1978 va publicar el llibre Giovanni Leone: la carrera di un presidente, del que va vendre més de 600.000 exemplars i va ser fonamental en la decisió de Leone de dimitir com a cap d'Estat. El llibre citava diverses fonts, com la de Mino Pecorelli, amb extractes de l'agència OP, que se suposava propera als serveis secrets. El partit polític de Leone no va reaccionar a aquest pamflet sobre les presumptes irregularitats comeses pel president i la seva família, ni va permetre que el mateix cap d'Estat reaccionés: el Canceller del quart govern de Giulio Andreotti, malgrat ser instat pel Quirinale, es va negar a concedir l'autorització necessària per procedir penalment contra l'autora per oltratges al Cap de l'Estat. Només els fills de Leone van poder presentar una denúncia pels fets que se'ls atribueien.
Cederna va perdre en els tres nivells del judici: va ser condemnada per difamació i se li va imposar una multa a ella i a la seva revista L'espresso. També es va decretar que totes les còpies del llibre havien de ser destruïdes. Tanmateix, va passar una dècada abans que Giovanni Leone fos totalment i completament rehabilitat. El 3 de novembre de 1998, amb motiu del seu norantè aniversari, Emma Bonino i Marco Pannella li van demanar disculpes oficialment. El 25 de novembre de 2006, el president de la República Italiana, Giorgio Napolitano, va expressar explícitament el seu pesar per la greu injustícia que havien patit el president Giovanni Leone i la seva família.

### L'afer Tortora
Cederna havia estat durament criticada per Enzo Tortora durant l'afer Calabresi. El presentador genovès havia defensat el comissari Luigi Calabresi en els seus articles, responent a una famosa carta oberta amb 800 signatures publicada juntament amb un dels articles de Cederna. Quan Tortora va ser arrestat el 1983 per una falsa acusació de drogues i implicació amb la Camorra, Cederna es va posicionar contra ell a La Domenica del Corriere, en un duríssim atac, també a la seva feina com a presentador: "Crec que hi ha motius per trobar-lo culpable: no es va a emmanillar algú en el cor de la nit sense unes bones raons. Mai m'ha agradat el personatge. I no m'ha agradat el seu programa Portobello: em molestava fins i tot el lloro (mascota del programa) que mai parlava i ell que parlava massa, sense donar temps als altres per expressar llurs opinions. Ni tan sols m'agradava la manera com tractava els humils: aquesta manera de portar la gent al centre d'atenció durant un minut i utilitzar-los per al seu èxit personal era una mica com enganyar-los. L'èxit aconseguit així té un preu. No dic que tothom que té un èxit d'aquest tipus acabi així, però ho està pagant d'aquesta manera". Després de 7 mesos de reclusió Tortora fou alliberat i absolt el setembre de 1986 per mancança de proves fiables.

### Mort i enterrament
Camilla Cederna va morir el matí del 5 de novembre de 1997, als vuitanta-sis anys, per causes naturals a casa seva a Milà. Després de la incineració, les seves cendres van ser enterrades a la secció X del cementiri monumental de Milà, a la tomba 171-172, que ja albergava diversos membres de la seva família, incloses les seves germanes Luigia, coneguda com a Luisa, que havia mort als nou mesos el 1915, i Rachele, que va morir als vint-i-un anys, el 1931, d'escarlatina.

## Obres
- Som les senyores, Milà, Longanesi, 1958.
- La veu dels mestres, Milà, Longanesi, 1962.
- 8 1/2 de Federico Fellini, editat per, Bolonya, Cappelli, 1963.
- Senyores i senyors. [Figures il·lustres i peculiars de la vida pública i privada a la Itàlia actual], Milà, Longanesi, 1966.
- Callas, Milà, Longanesi, 1968.
- Els pervertits, Gènova, Imordino, 1968.
- Pinelli. A Window on the Massacre, Milà, Feltrinelli, 1971.
- Dispara a la vista. Com la policia del règim de Washington DC manté l'ordre públic, Milà, Feltrinelli, 1975.
- El costat feble. Diari italià 1956–1962, Milà, Bompiani, 1977.
- El costat feble. Diari italià 1963–1968, Milà, Bompiani, 1977.
- El costat feble. Diari italià 1969–1976, Milà, Bompiani, 1977.
- Giovanni Leone. La carrera d'un president, Milà, Feltrinelli, 1978.
- Milà en guerra, amb Martina Lombardi i Marilea Somaré, Milà, Feltrinelli, 1979.
- Camilla's World, Milà, Feltrinelli, 1980.
- La nostra Itàlia del Miracle, Milà, Longanesi, 1980.
- La nostra casa, Milà, A. Mondadori, 1983.
- Roberto Sambonet: retrats '43-'83, Milà, Feltrinelli, 1984.
- Prop i lluny. Gent, entorns, salons, hàbits i costums: Impressions d'Itàlia ahir i avui, Milà, A. Mondadori, 1984.
- Sobre els gustos, Milà, A. Mondadori, 1986.
- El millor de, Milà, A. Mondadori, 1987. ISBN 88-04-30561-4 .
- El costat fort i el costat feble, Milà, A. Mondadori, 1992. ISBN 88-04-34566-7 .
- The Terrible Sanctity, Vicenza, La locusta, 1999.
- Quan tens raó. Cròniques italianes, Nàpols, L'Ancora del Mediterraneo, 2002. ISBN 88-8325-091-5 .
- Pinelli. La dissetena víctima amb Amedeo Bertolo, Pier Carlo Masini, Corrado Stajano, Pisa, BFS, 2006. ISBN 978-88-89-41316-6 .
- El meu segle XX, Milà, BUR Rizzoli, 2011. ISBN 978-88-17-04658-9 .

## En la cultura de masses
- Novel·la d'una massacre, dirigida per Marco Tullio Giordana (2012) protagonitzada per Benedetta Buccellato .